# Scelidosauridae
Scelidosauridae is de naam voor een familie van uitgestorven plantenetende ornithischische dinosauriërs, die leefden in het Vroeg-Jura.
In september 1868 en april 1869 vermelde Edward Drinker Cope in een dubbele lezing een familie Scelidosauridae om Scelidosaurus een plaats te geven. Veel bronnen geven daarom Cope als de naamgever. De tekst van de lezingen werd echter pas in december 1871 gepubliceerd. Thomas Henry Huxley had al in 1869 de term Scelidosauridae in een publicatie gebruikt en is daarmee de geldige naamgever.
Op het eind van de negentiende eeuw werden verschillende andere soorten dan Scelidosaurus in deze groep geplaatst. De meeste onderzoekers menen tegenwoordig echter dat Scelidosaurus zelf de enige bekende soort is en daarmee is het begrip overbodig. In 2001 benoemde Dong Zhiming Bienosaurus als een scelidosauride maar nooit is bewezen dat beide geslachten speciaal nauw verwant waren. Een exacte definitie als klade is nooit gegeven.
De positie van deze familie onder de dinosauriërs was aan controverse onderhevig. Sommige paleontologen meenden dat zij de voorouders waren van de Stegosauria, terwijl anderen dachten dat ze de voorouders waren van de Ankylosauria. Tegenwoordig ziet men Scelidosaurus als een basaal lid van de Thyreophora.